# Ralf Åkesson
Ralf Åkesson (ur. 8 lutego 1961 w Oxelösund) – szwedzki szachista, arcymistrz od 1996 roku.

## Kariera szachowa
Na przełomie 1980 i 1981 roku zdobył w Groningen tytuł mistrza Europy juniorów do lat 20. W roku 1985 zwyciężył w indywidualnych mistrzostwach Szwecji, sukces ten powtórzył w roku 1999. W drugiej połowie lat 90. należał do ścisłej czołówki szwedzkich szachistów, trzykrotnie (pomiędzy 1996 a 2000 rokiem) reprezentując swój kraj na szachowych olimpiadach oraz dwukrotnie w drużynowych mistrzostwach Europy.
Odniósł wiele sukcesów w międzynarodowych turniejach, m.in.: dzielone II miejsce (za Tomem Wedbergiem) w otwartym turnieju Politiken Cup w Kopenhadze (1982), I m. w turnieju Rilton Cup w Sztokholmie (1982/83, open), dz. I m. w Farum (1993, open), dz. II m. (za Margeirem Peturssonem) w kołowym turnieju w Kopenhadze (1995), dz. III m. (za Ivanem Sokolovem i Igorem Nowikowem, a wraz z m.in. Wiktorem Korcznojem i Michaiłem Gurewiczem) w Antwerpii (1995, open), dz. III m. w Sztokholmie (1997), dz. II m. w Leuven (1998), I-II m. (wraz ze Stellanem Brynellem) w turnieju Troll Masters w Gausdal (2001, open), I m. w turnieju Classics w Gausdal (2001), dz. II m. (za Tigerem Hillarpem Perssonem) w Barcelonie (2003, open), I-II m. (wraz z Nickiem de Firmianem) w turnieju Rilton Cup w Sztokholmie (2003/04, open), I m. w turnieju Classics w Gausdal (2005, turniej B), I m. w Paks (2005, open) oraz dz. I m. w Rewalu (2006, turniej Konik Morski Rewala).
Najwyższy ranking w dotychczasowej karierze osiągnął 1 lipca 1999 r., zw wynikiem 2535 punktów zajmował wówczas 4. miejsce wśród szwedzkich szachistów.